# 와쿠야정
와쿠야정(일본어: 涌谷町 와쿠야마치[*])은 일본 미야기현 북부 도다군의 정이다. 일본에서 처음으로 금이 산출된 것으로 알려져 있다.

## 지리
미야기현 북부에 위치한다. 정의 거의 중앙에 노노다케산이 있고 주위는 강가의 평야이다.

## 역사
나라 시대인 749년에 일본에서 처음으로 금이 산출되어 도다이지 대불 건립에 금 900량(13kg)을 헌상하였다. 가마쿠라 시대부터 센고쿠 시대까지는 가사이씨가 이 땅을 지배했다. 이후 다테씨가 통치를 이어 받았고 에도 시대에 센다이번이 탄생하면서 와쿠야는 센다이번의 일부가 되었다. 1671년에 와쿠야성주 다테 무네시게가 하라다 가이에게 살해당하는 사건이 발생했다(간분 사건).
- 1869년 3월 28일 - 와쿠야현이 설치되어 현청이 놓였다.
- 1869년 8월 18일 - 와쿠야현이 도요마현이 되었다.
- 1889년 4월 1일 - 시정촌제 시행으로 현재의 정역에 와쿠야정, 모토와쿠야촌, 노노타케촌이 성립하였다.
- 1894년 - 도다군청이 놓였다.
- 1926년 - 도다군청이 폐지되었다.
- 1948년 12월 1일 - 모토와쿠야촌과 합병하였다.
- 1955년 7월 15일 - 노노타케촌과 합병하였다.

## 인구
| 연도 | 인구   | ±%     |
| ---- | ------ | ------ |
| 1920 | 14,051 | —      |
| 1930 | 16,710 | +18.9% |
| 1940 | 18,423 | +10.3% |
| 1950 | 24,919 | +35.3% |
| 1960 | 23,604 | −5.3%  |
| 1970 | 20,935 | −11.3% |
| 1980 | 21,319 | +1.8%  |
| 1990 | 20,871 | −2.1%  |
| 2000 | 19,313 | −7.5%  |
| 2010 | 17,494 | −9.4%  |

## 교통

### 철도
- 동일본 여객철도
  - 이시노마키선
  - 게센누마선

### 도로
- 국도 108호선
- 국도 346호선(일본어판)